# Nivå (karaktärsegenskap)
En nivå, engelska level, är ett mått på en rollpersons utveckling i bords- och datorrollspel. Även fiender, magier och så vidare kan ofta beskrivas med en level. I levelbaserade spelsystem samlar man i regel på erfarenhetspoäng som vid vissa förutbestämda intervall belönar karaktären med en ny level som ger en allmän höjning av dennes värden. Att gå upp en nivå kallas ofta för att levla. Ett exempel på spel som använder levels är Dungeons & Dragons som också ligger till grund för många datorrollspel.